# Ian Garrison
Pour les articles homonymes, voir Garrison.
Ian Garrison, né le 14 avril 1998 à Decatur (État de Géorgie), est un coureur cycliste américain. Il est notamment champion des États-Unis du contre-la-montre en 2019.

## Biographie
En octobre 2016, Ian Garrison termine troisième du championnat du monde du contre-la-montre juniors.
Pour la saison 2017, il rejoint l'équipe continentale Axeon-Hagens Berman, dirigée par l'ancien coureur Axel Merckx. Au mois de mars, il se classe troisième de Gand-Wevelgem espoirs, manche de la Coupe des Nations U23.
Au début de l'été 2019, il devient double champion des États-Unis du contre-la-montre, en catégorie espoirs puis chez les élites.
En 2022, après deux ans en Europe chez Deceuninck-Quick-Step, il rejoint l'équipe continentale américaine L39ion of Los Angeles, préférant courir dans son pays d'origine. Après une année à courir dans la formation américaine, le jeune rouleur met un terme à sa carrière.

## Palmarès
- 2015
  - 1re étape du Johnson City Omnium
  - 2e du Johnson City Omnium
- 2016
  - Tundra Time Trial
  - 4e étape du Tour de l'Abitibi
  - Grant Park Criterium
  - 2e du championnat des États-Unis du contre-la-montre juniors
  - 3e du Trofeo Karlsberg
  -  Médaillé de bronze du championnat du monde du contre-la-montre juniors
- 2017
  - 4e étape du Tour de Beauce
  - 2e de Gand-Wevelgem espoirs
  -  Médaillé de bronze du championnat panaméricain du contre-la-montre espoirs
- 2019
  -  Champion des États-Unis du contre-la-montre
  -  Champion des États-Unis du contre-la-montre espoirs
  -  Médaillé d'argent du championnat du monde du contre-la-montre espoirs
  - 2e du Triptyque des Monts et Châteaux
  - 3e du championnat des États-Unis sur route

## Résultats sur les grands tours

### Tour d'Espagne
1 participation
- 2020 : 127e

## Classements mondiaux
| Année                                 | 2017 | 2018  | 2019 | 2020  | 2021  |
| ------------------------------------- | ---- | ----- | ---- | ----- | ----- |
| Classement mondial                    | 761e | 1865e | 452e | 1512e | 2951e |
| UCI Europe Tour                       | 622e | 1236e |      |       |       |
| UCI America Tour                      | 118e | nc    | 44e  | 141e  | 521e  |
|                                       |      |       |      |       |       |
| Légende : nc = non classéSource : UCI |      |       |      |       |       |